# Flight of the dub voyager
Flight of the dub voyager is een studioalbum van Mooch. Het album werd al in 1996 opgenomen, maar verscheen pas in 2000 op cd-r. In 1996 zat Mooch zonder contract.

## Musici
- Stephen Palmer – toetsinstrumenten, elektronica
- Terry Bartlett – gitaar, percussie
- Cal Lewin – toetsinstrumenten, basgitaar
- Garry Lewin – toetsinstrumenten, percussie
- Phil Watson - percussie

## Muziek
| Nr. | Titel | Duur  |
| --- | --- | ----- |
| 1.  | Flight of the dub voyager (1.Magorra launch, 2.First mushroom, 3.Cloudburst, 4.Avealonni, 5. Whesketha, 6.Forest bypass, 7.Juripho, 8.lake Surge, 9.See, Barsuomi, 10.Mushroom hat, 11.Plains debris, 12.Khabalonni) | 57:24 |